# 피에트렐치나의 비오
피에트렐치나의 성 비오(라틴어: Sanctus Pius de Petrapulsina, 1887년 5월 25일 - 1968년 9월 23일)는 이탈리아의 카푸친 작은형제회 사제이며 로마 가톨릭교회에서 성인으로 공경받고 있다. 그의 원래 이름은 프란체스코 포르지오네(이탈리아어: Francesco Forgione)이며, 비오라는 이름은 카푸친 작은형제회에 입회할 때 받은 이름이다. 사제품을 받은 후 그는 비오 신부(Padre Pio)라는 이름으로 널리 알려졌다. 그는 생전에 성흔을 지녔던 것으로 유명했기 때문에 오상의 비오라고도 불린다.

## 유년기
프란체스코 포르지오네는 1887년 5월 25일 이탈리아 남부 캄파냐 주의 작은 마을 피에트렐치나에서 그라치오 마리오 포르지오네(1860–1946)와 마리아 주세페 데 눈시오 포르지오네(1859–1929) 사이에서 아들로 태어났다. 그의 부모는 소작농들이었다. 프란체스코는 성벽 인근에 있는 성녀 안나 경당에서 유아세례를 받았다. 나중에 그는 자신이 세례받은 성녀 안나 경당에서 복사로 봉사하였다. 성녀 안나 경당의 복원 작업은 미국 커넥티컷 주 크롬웰에 있는 성 비오 신부 재단의 주도로 이루어졌다. 프란체스코에게는 형 미켈레와 펠리치타, 펠레그리나, 그라치아(나중에 비르지타회 수녀가 됨) 등 세 명의 누이가 있었다. 그리고 유아기에 죽은 두 명의 형이 있었는데, 그 가운데 한 명의 이름을 물려받아 프란체스코가 된 것이다. 5세 때 프란체스코는 이미 자신을 하느님에게 봉헌하기로 마음먹고 있었다. 또한, 그는 스스로 고행을 하였으며, 돌베개와 돌바닥에서 잠을 잤다. 그 때문에 어머니에게 자주 꾸지람을 듣곤 하였다. 프란체스코는 10세 때까지 가족이 소유한 농장에서 양치는 일을 도왔는데, 그 때문에 얼마간 교육의 혜택을 받지 못하였다.
피에트렐치나는 신앙심이 매우 깊은 사람들이 많이 거주하는 도시였으며, 포르지오네 가족도 상당한 영향을 받았다. 가족들은 매일 미사에 참례하였으며, 밤에는 다 같이 모여 묵주 기도를 바쳤다. 그리고 가르멜 산의 성모를 기리며 일주일에 삼일은 금육을 하였다. 비록 프란체스코의 부모와 조부모는 문맹이었지만, 성경 내용을 암기하였기 때문에 아이들에게 자주 성경 이야기를 들려주었다. 어린 시절 프란체스코는 예수 그리스도와 성모 마리아 그리고 수호천사와 직접 대화를 나누었으며 또한 다른 모든 사람도 다 그렇게 할 수 있는 것으로 생각했다고 그의 모친은 증언하였다.
청소년 시절에 프란체스코는 자주 환시와 황홀경 상태를 체험한 것으로 알려져 있다. 1897년 그는 공립학교에서 3년 학업을 마친 후, 당시 마을에서 기부금을 구하러 돌아다니던 한 젊은 카푸친 작은형제회 수사를 만나고 나서 수도성소에 마음이 끌리게 되었다. 프란체스코는 자신의 이러한 열망을 부모에게 고백하였다. 그러자 부모는 자신들의 아들이 정말 카푸친 작은형제회에 들어갈 자격이 되는지 알아보기 위해 피에트렐치나에서 북쪽으로 21킬로미터 떨어진 모로코네까지 갔다. 그곳에 있는 카푸친 작은형제회 수사들은 프란체스코가 들어오는데 특별히 반대하지는 않지만, 그러기 위해서는 교육을 먼저 충분히 받아야 한다고 알려주었다.
프란체스코의 부친은 아들이 카푸친 작은형제회에 입회할 수 있도록 사교육을 대기 위해 미국으로 일을 구하러 갔다. 바로 이 기간 동안인 1899년 9월 프란체스코는 견진성사를 받았다. 그는 과외수업을 통해 수도회 입회자격에 들 정도로 학문적 지식을 쌓아 통과하였다. 1903년 1월 6일 15세가 된 프란체스코는 모르코네의 카푸친 작은형제회에 수련자로 입회하였으며, 같은 달 22일에 수사복과 비오라는 수도명을 받았다. 그의 수도명 비오는 피에트렐치나의 수호성인 성 비오 5세의 이름에서 가져온 것이다.

## 사제
수도원에 들어간 비오는 사제가 되기 위한 공부를 하기 위해 마차를 타고 아시시의 성 프란치스코 수도회에 갔다. 그로부터 3년 후인 1907년 1월 27일 비오 수사는 수련기를 마치고 종신서원을 하였다. 1910년 비오 수사는 베네벤토 대성당에서 사제 서품을 받았다. 그로부터 4일 후 그는 천사들의 모후 성당에서 처음으로 미사를 봉헌하였다. 하지만 얼마 안가 건강이 나빠져서 수도회로부터 특별히 허락을 받아 1916년 초엽까지는 요양을 위해 자택으로 돌아가 가족들과 같이 지냈다.
1916년 9월 4일 비오 신부는 수도원으로 돌아와 공동체 생활을 다시 시작하였다. 그는 포르지아 주 산조반니로톤도에 위치한 가르가노 산에 있는 은총의 성모 카푸친 작은형제회 수도원으로 이주하였는데, 당시 수도원에는 비오 신부를 포함하여 일곱 명의 수사가 있었다. 군복무 기간을 제외하고는 비오 신부는 이후 평생을 산조반니로톤도에서 보냈다.

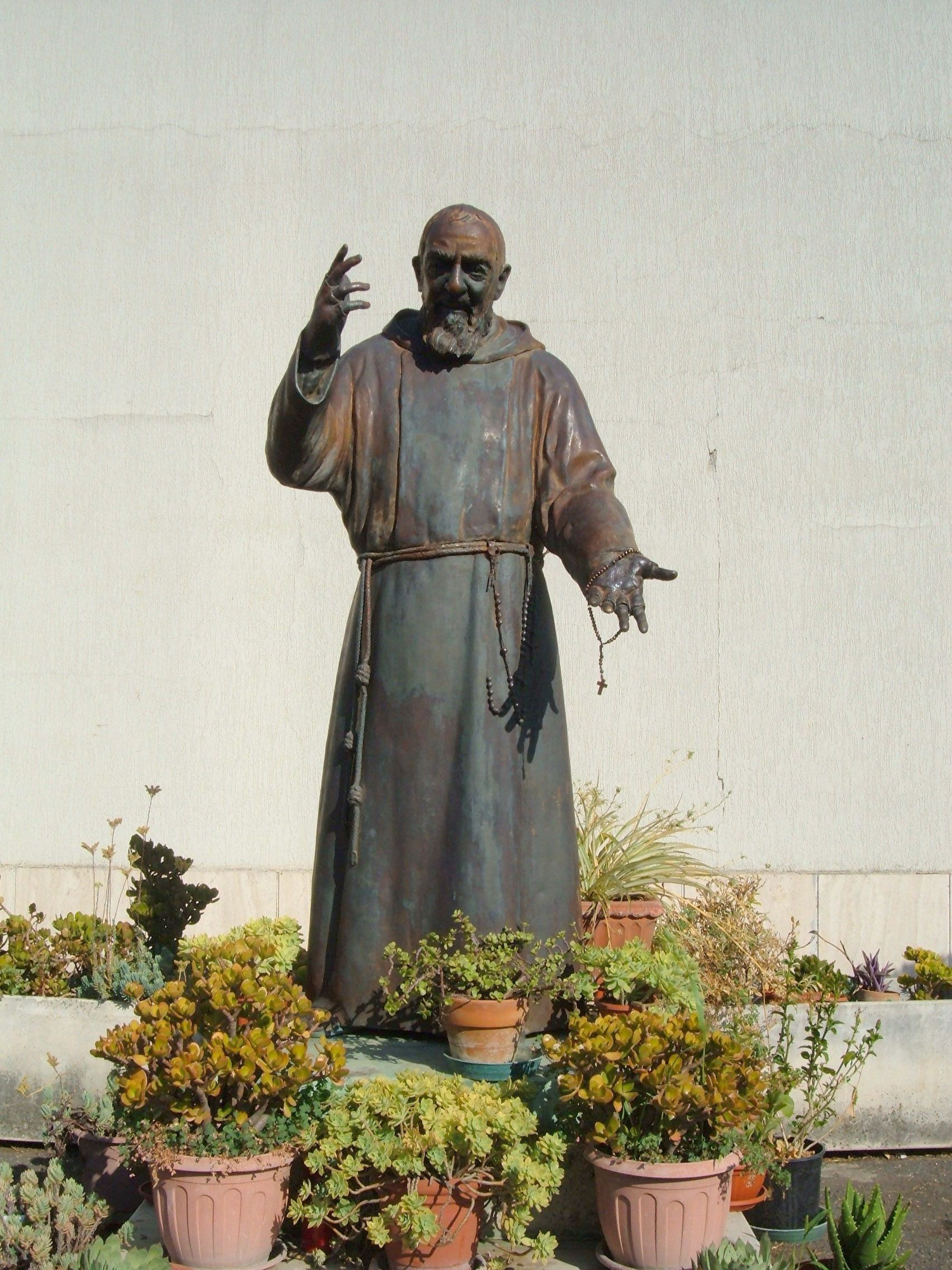
로마에 있는 성 비오 신부 성상.

제1차 세계대전이 발발하자 산조반니로톤도의 카푸친 작은형제회 수도원에서 네 명의 수사에게 징집령이 내려졌다. 당시 비오 신부는 가톨릭 신학교의 교수이자 영적 지도자로 있었다. 수사 한 명이 추가로 징집되자 자연스럽게 비오 신부가 수도원의 총책임자가 되었다. 1917년 8월 비오 신부마저 징집령이 떨어져 소환되었다. 비록 건강 상태가 좋지는 않았지만, 이탈리아군 의무대대 100중대 4소대로 배치되었다. 10월 중순에 병세가 악화되어 병원에 입원하였지만, 1918년 3월이 되어서야 비로소 병역 면제를 받았다. 군대에서 퇴소한 비오 신부는 수도원으로 돌아왔으며, 피에트렐치나에 있는 천사들의 모후 성당에서 사목하라는 지시를 받았다. 나중에 비오 신부가 기적을 일으킴으로 해서 명성이 날로 높아져가자 수도회 장상은 그를 산조반니로톤도에 있는 수도원으로 다시 보냈다.비오 신부의 군복무는 총 182일간이었다.
그 후 비오 신부는 영성 지도자로서 많은 신자를 자신의 영적 자녀로 생각하고 그들의 영성을 지도하였다. 그는 영적 성장을 위하여 일주일마다 고해성사와 미사 봉헌, 성경 읽기, 명상 그리고 양심 성찰을 실천하였다.
그는 “고해성사는 영혼의 목욕입니다. 여러분은 적어도 매주 고해성사를 받으러 가야 합니다. 나는 영혼들이 일주일 이상 고해성사에서 떨어져 있는 것을 원하지 않습니다. 깨끗하고 비어 있는 방도 먼지를 뒤집어씁니다. 일주일 지나서 되돌아가보면 그 방은 먼지를 털어야 할 필요가 있을 것입니다!”라고 말하며, 신자들에게 적어도 한주마다 고해성사를 한 번 이상 볼 것을 권유했다. 그리고 하루에 아침과 저녁마다 명상과 양심 성찰도 실천할 것을 권유하였다. 그리고 “기도하십시오! 희망하십시오! 그리고 초조해하지 마십시오!”라는 말을 자주 하였다. 또한 모든 사물에서 하느님의 현존을 느낄 수 있게 하고, 무엇보다도 하느님의 뜻을 충실히 따르게 하도록 신자들을 교육하였다.
고해성사 중에 비오 신부에게 거짓말을 하는 것은 불가능한 일이었다. 비오 신부는 사람들의 심중을 알아차렸다. 죄인들이 고해소에서 제대로 고백할 용기를 못 낼 때면 비오 신부는 직접 그들의 죄를 열거하곤 했다. 고해성사 중에, 비오 신부는 죄인들에게 많은 요구를 하기도 했고, 때때로 거칠기도 했다. 하루는 어떤 남자가 비오 형제한테 고해성사를 받을 때의 일이었다. 그가 자신의 죄를 다 고백하자, 비오 형제는 “고백할 것이 더 있습니까?” 하고 물었다. 그 사람은 없다고 대답했다. 비오 형제는 그 질문을 반복했다. 그러자 그 사람은 다시 없다고 말했다. 세 번째로 물었을 때도 역시 부정하는 대답이 나오자 비오 신부는 크게 화를 내며 “당장 나가! 너는 죄를 뉘우치고 않고 있어!”라고 소리쳤다. 그 남자는 순간 겁에 질려 놀라버렸다. 그가 어떤 말을 하려 했는데, 이에 비오 신부는 이렇게 말했다. “닥쳐, 이 수다쟁이! 너는 이미 충분히 말했어. 이제부턴 내가 말할 거야. 네가 디스코클럽에 다니는 것이 사실이지? 춤추는 것이 죄를 불러들인다는 것을 알고 있어?” 그 남자는 매우 놀랐다. 사실 그의 지갑 속에는 디스코클럽 멤버십카드가 있었던 것이다. 그는 다시는 죄를 짓지 안 하겠다고 약속했고, 힘겹게 용서를 받아냈다고 한다.

## 건강 악화
비오 신부는 어린 시절부터 많은 질병을 자주 앓아왔던 것으로 전해진다. 6세 때에는 심각한 위장염을 앓아 한동안 병상에서 일어나지 못했으며, 10세 때에는 장티푸스에 걸렸다. 17세에는 원인 모를 이유로 식욕 부진과 불면증, 피로감, 현기증 그리고 심한 편두통을 호소하였다. 그리고 자주 구토 증세를 호소하였으며, 오직 우유와 치즈만 간신히 소화할 수 있었다.
이처럼 육체적으로 고통을 겪은 시기에 비오 신부에게는 상식적으로 이해할 수 없는 기이한 현상들이 일어나기 시작했다고 한다. 즉, 밤마다 사람들은 그의 방에서 이상한 소리를 들었는데, 때로는 비명이나 고함이 들렸다고 한다. 다음날이면 비오 신부는 마치 무언가 큰일을 치른 것처럼 멍한 상태에 놓여 있었다.
비오 신부의 동료 수사 가운데 한 명은 비오 신부가 황홀경에 빠진 상태에서 공중 부양을 한 것을 보았다고 증언하였다.
1905년 6월 비오 신부의 건강은 매우 나빠져서 수도회 장상들은 그의 건강을 위해 산에 있는 수도원에 보내기로 결정하였다. 하지만 그의 몸 상태는 나아질 기미가 보이지가 않았다. 하는 수 없이 의사들은 그에게 고향으로 돌아가라고 권하였다. 하지만 고향에 가서도 비오 신부의 건강은 날이 갈수록 악화되어갔다.
여기에 더해 비오 신부는 평생 동안 천식성 기관지염으로 고생하였다. 그리고 큰 신장결석을 지니고 있었는데, 그 때문에 종종 복부에 통증이 왔다. 더 나아가 비오 신부는 만성위염에도 시달렸는데, 나중에는 궤양으로까지 발전하였다. 그리고 눈과 코, 귀, 편도에도 염증이 생겼으며 나중에는 비염과 만성이염도 발병하였다.
1915년 여름, 건강이 좋지 않은 상태임에도 비오 신부는 육군에 징집되어 입대하였다. 하지만 30일 후에는 건강 상태가 좋지 않다는 이유로 휴가차 집으로 돌려보내졌다. 며칠이 지난 후 다시 군대에 복귀하였다가 재차 휴가를 받았는데, 이번에는 여름에도 비교적 서늘한 기후인 산조반니로톤도에 있는 수도원에 6개월 동안 머물렀다. 수도원에서 6개월을 보낸 후에 비오 신부는 다시 군대에 복귀하였으나, 두달 후에 다시 집으로 돌려보내졌다. 그가 군대에 복귀할 당시 군복무에 적합하다는 판정을 받아 나폴리에 있는 병영으로 파견되어 그곳에서 1917년 3월까지 머물렀다. 하지만 3월이 되자 폐결핵 진단을 받았으며 방사선 검사에서 확진되었다. 결국 비오 신부는 군복무에서 면제를 받았다.
1925년 비오 신부는 서혜부 탈장 때문에 수술을 받았으며, 이후 외과 수술로 제거되었어야 할 커다란 낭포가 그의 목에 생겨냈다. 그의 귀에도 악성종양이 생겨나 이를 제거하기 위해 또 한 번 수술을 받아야 했다. 수술을 받은 후 비오 신부는 방사선요법을 받았다. 단 두 번의 요법치료를 받은 후 비오 신부는 다소 건강을 되찾은 듯 보였다.
1956년 비오 신부는 심각한 삼출성흉막염에 걸렸다. 카탈도 카사노 교수는 직접 비오 신부의 몸에서 장액을 뽑아내 분석한 결과, 삼출성흉막염이 맞다는 확진을 내렸다. 비오 신부는 4개월 동안 병상에서 일어나지 못하였다.
노년에 비오 신부는 관절염으로 고생하였다.

## 영적 시련
비오 신부는 하느님의 사랑과 고통은 서로 뗄 수 없다고 믿었으며, 하느님을 위해 고통을 달게 받는 것이야말로 하느님과 진정으로 소통하는 길이라고 말하였다. 그는 자신의 영혼이 마치 혼돈의 미로 속에서 길을 잃어 지옥의 가장 깊은 구덩이로 빠져버린 것처럼 완전한 비참함 상태에 놓였다고 생각하였다. 이러한 정신적인 고통 속에서 비오 신부는 악마로부터 육체적·정신적으로 공격을 받았다고 전해진다. 알려진 바에 의하면, 악마는 비오 신부의 고통을 더욱 심화시키기 위해 여러 가지 다양한 술책을 이용했다고 한다. 악마는 시시때때로 빛의 천사로 가장하여 유혹하거나 비오 신부와 영적 지도자들간에 오고간 서신을 변조 내지는 훼손하기도 하였다. 이에 대해 비오 신부는 자신의 일기장에 다음과 같이 기록하였다.
악마는 어떤 때는 실오라기 하나 걸치지 않은 나체 상태로 저속한 춤을 추는 젊고 아리따운 여자로, 어떤 때는 십자가에 못 박히신 예수님으로, 또 어떤 때는 수도사로, 사제로, 교황 성하나 수호천사, 성 프란치스코와 성모 마리아의 모습으로 가장하여 나를 괴롭혔다.
이제 예수님께서 악마들이 나에게 분노를 배출하도록 허락하신지 22일이 지났습니다. 아버지, 제 몸 전체가 적대자들의 뭇매로 인하여 크게 상하였습니다. 그들은 여러 번 제 몸을 때렸는데, 심지어 제 옷을 잡아 찢어버리기까지 하였습니다.
바티칸 시국의 구마사제인 가브리엘레 아모스 신부는 한 언론과의 인터뷰에서 비오 신부는 환시를 체험할 때, 자신의 마음 상태와 느낌을 조심스럽게 분석함으로써 예수 그리스도와 성모 마리아 및 성인들과 악마가 만들어낸 허상의 차이를 구분할 수 있었다고 말하였다. 비오 신부의 서신 중에는 그가 예수 그리스도와 성모 마리아, 수호천사, 성 요셉, 성 프란치스코가 항상 자신과 함께 있으며, 자신을 돕고 있다고 확신하며, 이러한 확신 덕분에 고된 시련도 참고 견딜 수 있다고 말하는 대목이 있다.

## 성흔

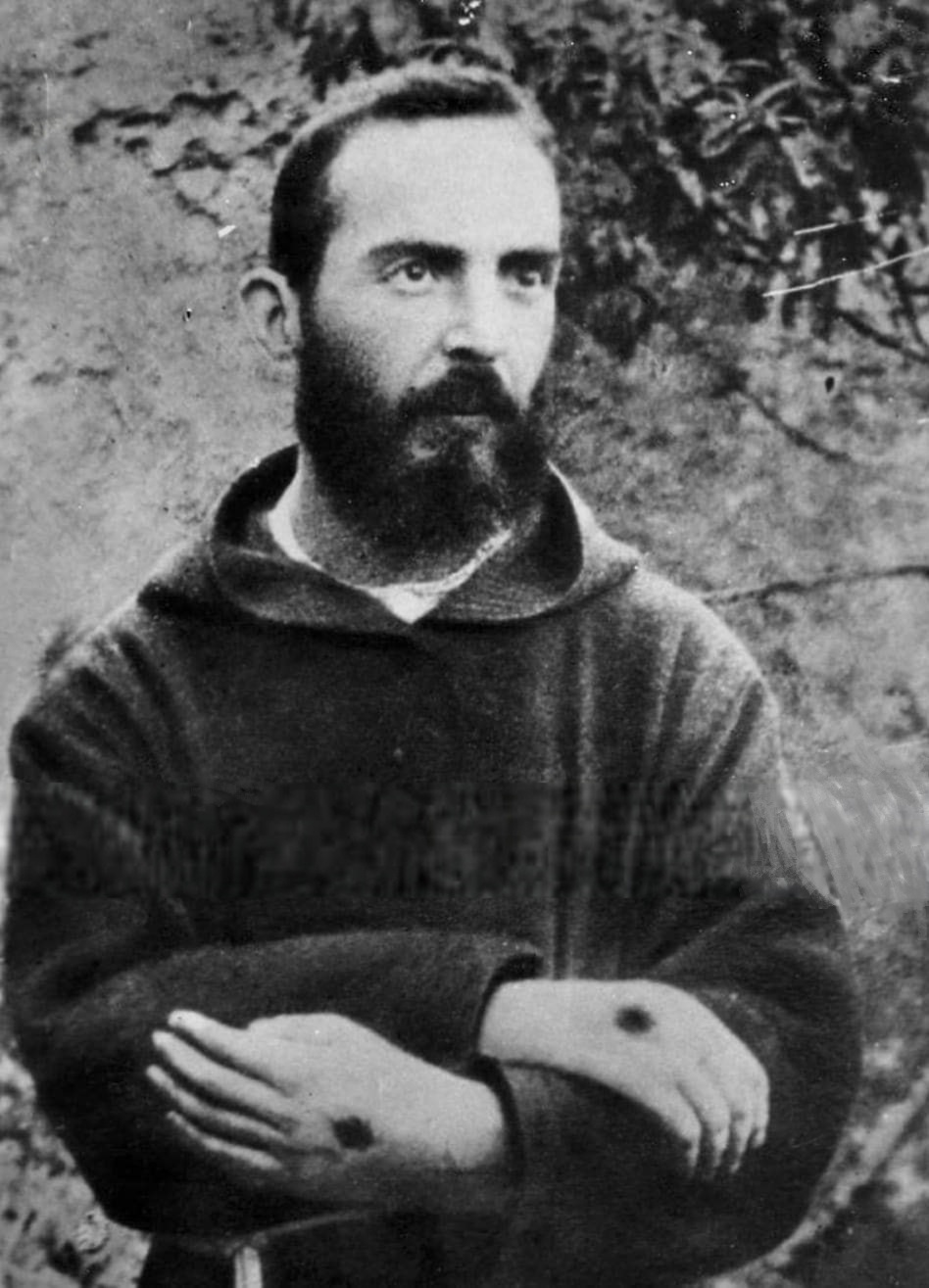
비오 신부의 양손에 나타난 성흔

비오 신부의 서신을 보면, 그가 사제 생활을 시작할 무렵에 이미 성흔이 불완전하게나마 나타났던 것으로 보여진다. 1911년 비오 신부는 자신의 영적 조언자인 베네데토 신부에게 보낸 서간에서 자신에게 나타난 성흔 현상을 설명하는 글을 썼다.
지난밤에 제게는 뭐라고 설명할 수 없는, 이해조차 못할 일이 생겼습니다. 제 손바닥 중앙에 1페니 동전 정도의 크기의 붉은 상처가 나타났는데, 커다란 통증이 뒤따랐습니다. 그 고통은 너무나도 극심하여 지금도 고통스럽습니다. 그리고 제 발에도 약간의 통증이 느껴집니다.
비오 신부와 가까운 친구였던 아고스티노 신부는 1915년 비오 신부에게 서신을 보내 언제 처음 환시를 체험하였으며, 성흔을 받았는지에 대한 여부 그리고 예수 그리스도가 수난을 받을 당시 받았던 고통을 똑같이 느꼈는지 여부에 대해서 질문하였다. 이에 대해 비오 신부는 수련수사 시절(1903~1904) 이후로 환시를 체험하게 되었다고 대답하였다. 그리고 성흔에 대해서는 자신이 비록 성흔을 받은 것이 맞기는 하지만, 무척이나 두렵기 때문에 하느님께서 하루빨리 성흔을 지워주시기를 바란다고 답변하였다. 비오 신부는 고통이 사라지길 원치 않았으며, 다만 성흔만 사라지길 원했다. 왜냐하면 당시 그는 성흔이 이루말로 다할 수 없이 큰 수치라고 여겼기 때문이다. 이후 성흔은 잠시 사라졌다가 1918년 9월에 다시 생겨났다. 1918년 9월 20일 비오 신부가 고해성사를 집전하던 중에 성흔이 나타난 것으로 알려졌다. 성흔에서 흘러나온 피는 향수 내지는 꽃에서 나는 향기가 났다고 전해진다. 또한 비오 신부는 자신이 실제로 예수 그리스도처럼 가시관과 채찍질의 고통을 체험하고 있다고 말하였다. 비오 신부가 겪은 극심한 통증에 대해서는 정확한 주기는 없었지만, 최소한 일주일에 한 번 이상 체험한 것으로 전해진다.
비오 신부의 건강 악화의 원인 가운데 하나는 바로 이러한 영적 체험인 것으로 추정된다.

## 죽음
비오 신부의 건강은 1960년대 동안에 계속해서 악화되어갔다. 1968년 그가 성흔을 받은 것에 대한 50주년 기념일을 지낸 다음날에 엄청난 피로감이 몰려왔다. 그 다음날인 1968년 9월 22일 비오 신부는 장엄미사를 집전할 예정이었으나, 몸이 급격히 쇠약해져서 자신이 미사를 제대로 집전할 수 있을지 걱정이 되었다. 그래서 수도회 장상에게 지난 몇 년 동안 매일 해오던 것처럼 평미사로 대체하여 집전해도 되는지 물어보았다. 하지만 수도회 장상은 수많은 순례자가 참례할 것이기 때문에 마땅히 장엄미사로 해야 한다고 하였으며, 결국 비오 신부는 수도회 장상의 뜻에 순명하여 장엄미사를 집전하였다. 장엄미사를 집전하는 동안 비오 신부는 굉장히 수척해진 모습으로 보였다. 그가 입을 열 때 목소리는 나지막하였으며, 미사를 마치자마자 너무 지친 나머지 제단 계단을 내려갈 때 거의 쓰러질 뻔하였다. 그리하여 동료 카푸친 작은형제회 수사들의 부축을 받고 내려갔다. 이 미사가 비오 신부가 생전에 집전한 마지막 미사였다.
1968년 9월 23일 이른 아침에 비오 신부는 마지막 고해성사를 보고 서약 갱신을 하였다. 비록 더는 기도문을 암송할 기력이 없었지만, 평상시와 마찬가지로 묵주를 손에 꼭 쥐고 있었다. 마지막까지 비오 신부는 “예수, 마리아”라는 단어를 반복적으로 말하였다. 새벽 2시 30분경 비오 신부는 “나는 두 분의 어머니를 보고 있습니다.”라고 말하였다. 그가 말한 두 어머니란 그의 생모와 성모 마리아를 의미하는 것으로 여겨진다. 새벽 2시 30분에 비오 신부는 침상에 누운 채 “성모님!”하고 나지막하게 말하고는 선종하였다.
비오 신부의 장례 미사에는 100,000명이 넘는 인원이 참례하였으며, 유해는 그해 9월 26일 은총의 성모 성당 묘소에 안장되었다. 생전에 그는 자주 “나는 죽은 후에도 해야 할 일이 있습니다. 나의 진정한 소명은 내가 죽은 이후에 시작될 것입니다.”라고 말하곤 하였다. 비오 신부가 선종한 후 그의 몸에 나타났던 성흔도 자연스럽게 사라졌다고 한다.

## 시성
1982년 교황청은 비오 신부의 시성 여부를 위해 만프레도니아의 대주교에게 시성 조사에 대한 책임을 일임하였다. 비오 신부에 대한 시성 조사는 7년간 진행되었으며, 1990년에 시성에 오르기 전 첫 번째 단계로서 하느님의 종으로 선포되었다.
1990년 교황청 시성성은 비오 신부의 영웅적 덕행을 인정하였으며, 1997년 교황 요한 바오로 2세는 비오 신부를 가경자로 선언하였다. 그리고 비오 신부의 전구를 통한 기적 사례에 대한 조사가 이어졌는데, 개중에는 콘시리아 데 마르티노라는 한 이탈리아 여성이 비오 신부에게 전구를 청하자 기적적으로 병이 치유되는 사례가 보고되어 확인되었다. 1999년 시성성의 확인에 따라 요한 바오로 2세는 비오 신부를 복자로 선언하고 시복식을 올렸다.
비오 신부가 살아있을 적에 행했던 여러 가지 덕행과 사후에 그의 전구를 통해 이뤄진 것으로 짐작되는 기적들의 사례를 종합해 평가한 후, 오랜 심사숙고 끝에 2002년 6월 16일 교황 요한 바오로 2세에 의해 성인으로 시성되었다. 약 30만 명이 넘는 사람이 비오 신부의 시성식에 참석하였다. 비오 신부는 오늘날 전 세계적으로 대중들로부터 가장 사랑받고 있는 성인 가운데 한 사람이 되었다.

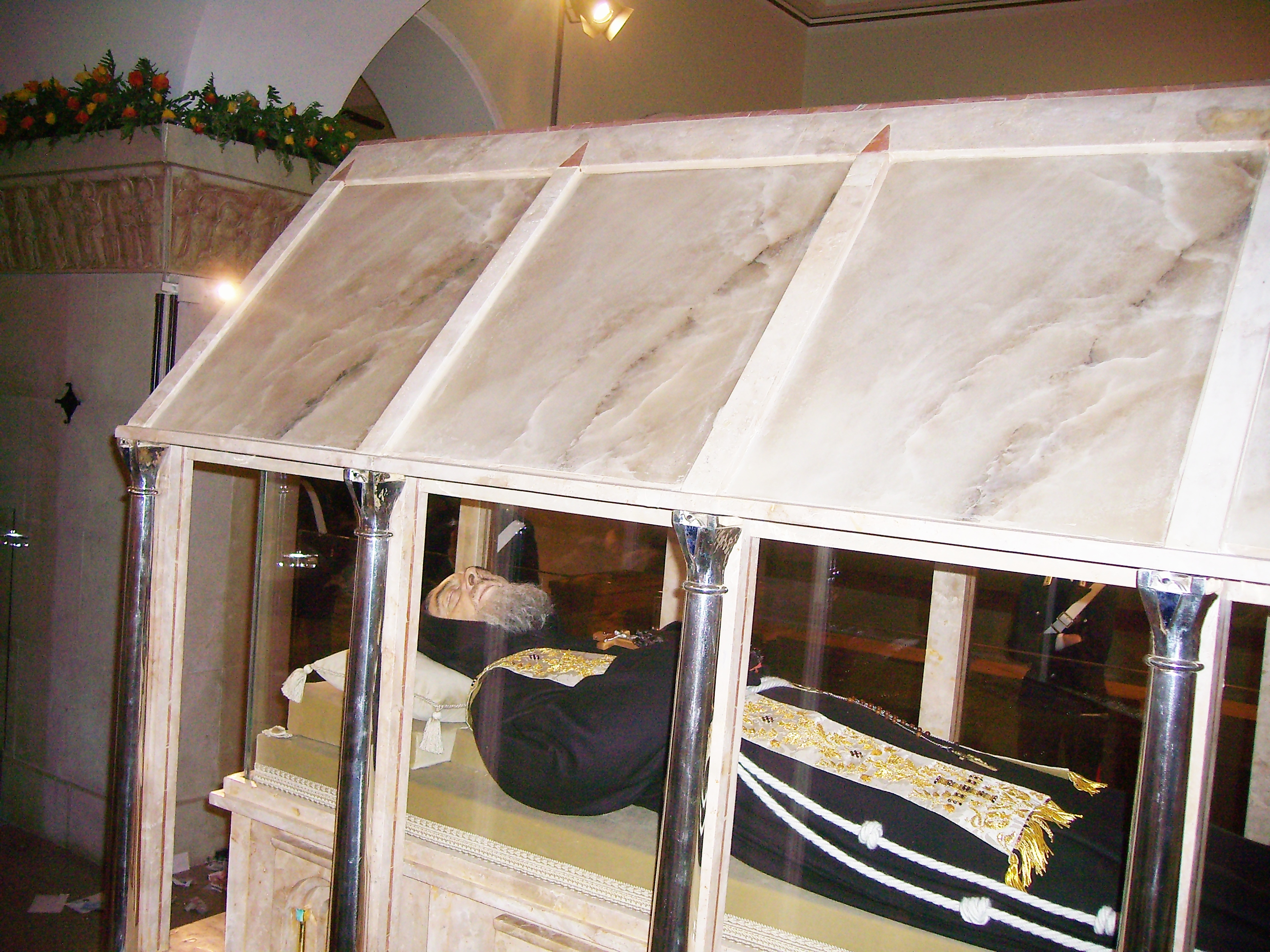
피에트렐치나의 성 비오 신부의 유해.

2008년 3월 3일 비오 신부가 선종한 지 40년 뒤에 성 비오 신부의 유해를 전시하기 위해 유해 발굴 작업이 진행되었다. 성 비오 신부의 유해를 관리하고 있는 성당측은 성 비오 신부의 유해가 매우 양호한 상태라고 성명을 발표하였다. 교황특사 자격으로 산조반니로톤도 성당에 파견된 대주교 도메니코 담브로시오는 “두개골의 정수리 부분은 부분적으로 뼈가 드러났지만, 턱은 온전히 보존되어 있다. 유해의 나머지 부분 역시 잘 보존되었다.”라고 발표하였다. 또한 대주교는 성 비오 신부의 유해에는 더 이상 성흔이 남아 있지 않다고 발표하였다. 그리고 성 비오 신부의 손은 마치 방금 전에 손톱 다듬기를 한 듯이 보였다고 말했다. 장의사들은 훼손된 성 비오 신부의 얼굴 부분에 대한 복원 작업을 개시하였다. 하지만 얼굴의 부패 때문에 실물처럼 만든 실리콘 가면을 덧씌울 수밖에 없었다.
성 비오 신부의 시신이 수도원 지하 묘지에 있는 수정과 대리석, 은으로 치장한 유리관으로 이장되기 전에 교황청 시성성 장관인 호세 사라이바 마르틴 추기경 집전으로 그해 4월 24일 산조반니로텐도에 있는 은총의 성모 성당에서 미사가 거행되었다. 당시 미사에는 1,500명의 신자가 참례하였다. 성 비오 신부의 유해는 수정과 금실로 장식한 흰색 허리띠에 갈색 카푸친 작은형제회 수사복을 입은 채 손에는 큰 나무 십자가를 쥐고 있는 모습을 하고 있다.
2008년 12월까지 전 세계에서 80만 명에 이르는 순례자가 성 비오 신부의 유해를 보려고 미리 예약 신청을 하였지만, 하루에 고작 7200명만이 열을 지어 성 비오 신부의 유해가 안치된 유리관 옆을 지나갈 수 있었다. 교회 측에서는 순례자들을 배려하여 성 비오 신부의 유해 전시를 2009년 9월까지 연장하였다.
카푸친 작은 형제회 한국 보호구에서는 성 비오 신부의 일등급 성유물인 피 묻은 붕대의 조각을 보관하고 있다.

## 같이 보기
- 수해령